# 三野茂樹
三野 茂樹（みの しげき、1932年 - 2016年5月18日）は、日本の近代五種選手。1964年東京オリンピックに近代五種代表として出場した。
香川県多度津町出身。2016年5月18日 15時43分、前立腺がんのため京都府京都市の病院で死去。84歳没。